# (5371) 1987 VG1
(5371) 1987 VG1 (1987 VG1, 1976 YA5, 1980 NF, 1981 UE13) — астероїд головного поясу, відкритий 15 листопада 1987 року.
Тіссеранів параметр щодо Юпітера — 3,175.